# Karl Friedrich Köppen

Die Freien. Zeichnung von Friedrich Engels. Karl Friedrich Köppen ganz rechts am Tisch sitzend.

Karl Friedrich Köppen (* 26. April 1808 in Nieder-Goerne, Kreis Osterburg in der Altmark; † 26. April 1863 in Berlin) war ein deutscher Lehrer, politischer Journalist, Junghegelianer und Historiker.

## Leben
Köppen stammt aus einer altmärkischen Pfarrersfamilie. Er studierte von 1827 bis 1831 in Berlin an der Friedrich-Wilhelms-Universität Theologie, wandte sich aber später dem religionskritischen Junghegelianismus zu. Nach Studium und Militärdienst wurde er 1833 Lehrer an der Berliner Dorotheenstädtischen Realschule. 1837 lernte er Karl Marx kennen und schloss mit ihm eine enge Freundschaft. Ab 1840 wurde er einer der aktivsten Mitarbeiter der von Arnold Ruge herausgegebenen Hallischen Jahrbücher (ab 1841: Deutsche Jahrbücher). Er verfasste zahlreiche Rezensionen über politische und wissenschaftliche Literatur. Der zeitgenössischen publizistischen Praxis entsprechend, sind seine Rezensionen stark durch eigene Stellungnahmen geprägt. So setzte sich Köppen für eine Erneuerung der Aufklärung ein und war Gegner von klassischer Literatur, idealistischer Philosophie und der Romantik.

## Schriften
- Literarische Einleitung in die nordische Mythologie. Bechtold und Hartje, Berlin 1837 Digitalisat
- Friedrich der Große und seine Widersacher. Otto Wigand, Leipzig 1840 Digitalisat
- Zur Feier der Thronbesteigung Friedrich's II. In: Hallische Jahrbücher für Wissenschaft und Kunst. Nr. 147 vom 19. Juni 1840, Sp. 1169 ff.
- Leo's Geschichte der Revolution. In: Rheinische Zeitung, Köln Ntr. 139, 141, und 142 vom 19.. 21. und 22. Mai 1842[1]
- Etiquette. In: Rheinische Zeitung, Köln Nr. 174, 176, 177 und 178 vom 23., 25., 26. und 27. Juni 1842
- Der deutsche Michel. In: Rheinische Zeitung, Köln Nr. 1, 3 und 5 vom 1., 3. und 5. Januar 1843
- Einige Worte über den Buddhismus. 1851
- Die Religion des Buddha. 2 Bde., F. Schneider Berlin 1857–1859 Erster Band Digitalisat zweiter Band Digitalisat
- Hexen und Hexenprozesse. Zur Geschichte des Abgerglaubens und des ingnisitorischen Prozesses. 2. Aufl., O. Wigand, Leipzig 1858
- Ausgewählte Schriften. Hrsg. von Heinz Pepperle. 2 Bde., Akademie-Verlag, Berlin 2003 ISBN 3-05-003625-7